# Tessancourt-sur-Aubette
Pour les articles homonymes, voir Aubette.
Tessancourt-sur-Aubette est une commune du département des Yvelines, dans la région Île-de-France, en France.
Ses habitants sont appelés les Taxicurtiens.

## Géographie

Localisation de Tessancourt-sur-Aubette dans les Yvelines.

### Localisation
Petite commune rurale au territoire vallonné, Tessancourt-sur-Aubette est située à 17 km environ à l'est de Mantes-la-Jolie et à 2 km au nord de Meulan-en-Yvelines.
La commune est dans le sud du Vexin français, limitrophe du Val-d'Oise. Elle est incluse dans le périmètre du parc naturel régional du Vexin français.

### Hydrographie
Le village se trouve sur les rives de l'Aubette, petite rivière née dans le Val-d'Oise qui se jette dans la Seine à Meulan-en-Yvelines.

### Communes limitrophes
|                       |                         | Condécourt Val-d'Oise |
| Gaillon-sur-Montcient | Tessancourt-sur-Aubette |                       |
|                       | Meulan-en-Yvelines      | Évecquemont           |

### Voies de communication et transports
La commune est traversée par la route départementale CD 28 qui relie la route nationale RN 14 à la région de Mantes-la-Jolie. Très fréquentée par les poids lourds, cette route a été déviée et contourne le centre du village.
Le sentier de grande randonnée GR1 traverse la partie est de la commune. Il se prolonge vers Condécourt au nord et Évecquemont au sud.

### Climat
Pour des articles plus généraux, voir Climat de l'Île-de-France et Climat des Yvelines.
En 2010, le climat de la commune est de type climat océanique dégradé des plaines du Centre et du Nord, selon une étude du CNRS s'appuyant sur une série de données couvrant la période 1971-2000. En 2020, Météo-France publie une typologie des climats de la France métropolitaine dans laquelle la commune est exposée à un climat océanique et est dans la région climatique Sud-ouest du bassin Parisien, caractérisée par une faible pluviométrie, notamment au printemps (120 à 150 mm) et un hiver froid (3,5 °C).
Pour la période 1971-2000, la température annuelle moyenne est de 11,3 °C, avec une amplitude thermique annuelle de 14,7 °C. Le cumul annuel moyen de précipitations est de 674 mm, avec 10,6 jours de précipitations en janvier et 7,8 jours en juillet. Pour la période 1991-2020, la température moyenne annuelle observée sur la station météorologique la plus proche, située sur la commune de Boissy-l'Aillerie à 9 km à vol d'oiseau, est de 11,2 °C et le cumul annuel moyen de précipitations est de 635,8 mm,. Pour l'avenir, les paramètres climatiques de la commune estimés pour 2050 selon différents scénarios d'émission de gaz à effet de serre sont consultables sur un site dédié publié par Météo-France en novembre 2022.

## Urbanisme

### Typologie
Au 1er janvier 2024, Tessancourt-sur-Aubette est catégorisée ceinture urbaine, selon la nouvelle grille communale de densité à sept niveaux définie par l'Insee en 2022.
Elle appartient à l'unité urbaine de Paris, une agglomération inter-départementale regroupant 407  communes, dont elle est une commune de la banlieue,,. Par ailleurs la commune fait partie de l'aire d'attraction de Paris, dont elle est une commune de la couronne,. Cette aire regroupe 1 929 communes,.

### Occupation des solssimplifiée
Le territoire de la commune se compose en 2017 de 80,57 % d'espaces agricoles, forestiers et naturels, 7,03 % d'espaces ouverts artificialisés et 12,39 % d'espaces construits artificialisés.

## Toponymie
Le nom de la localité est attesté sous les formes Taissuncort en 1056, Taxicurtis en 1069, Taxencurt en 1116, Tessencort vers 1150, Tessancourt en 1793, Tessancourt-sur-Aubette en 1932.
« Tessancourt » serait dérivé d'un nom d'origine germanique, Tactisa ou Tasso et du latin cortem (domaine), le « domaine de Tasso ».
« Aube » est un hydronyme paléo-européen signifiant rivière ; donc, aubette = « petite rivière », faisant référence à l'Aubette de Meulan qui traverse Tessancourt.

## Histoire
- Site habité dès l'époque néolithique (outils en silex taillés et polis).
- Le 7 mai 2000, un coup de foudre a mis bas le clocher de l'église. Il a depuis été restauré.

## Politique et administration

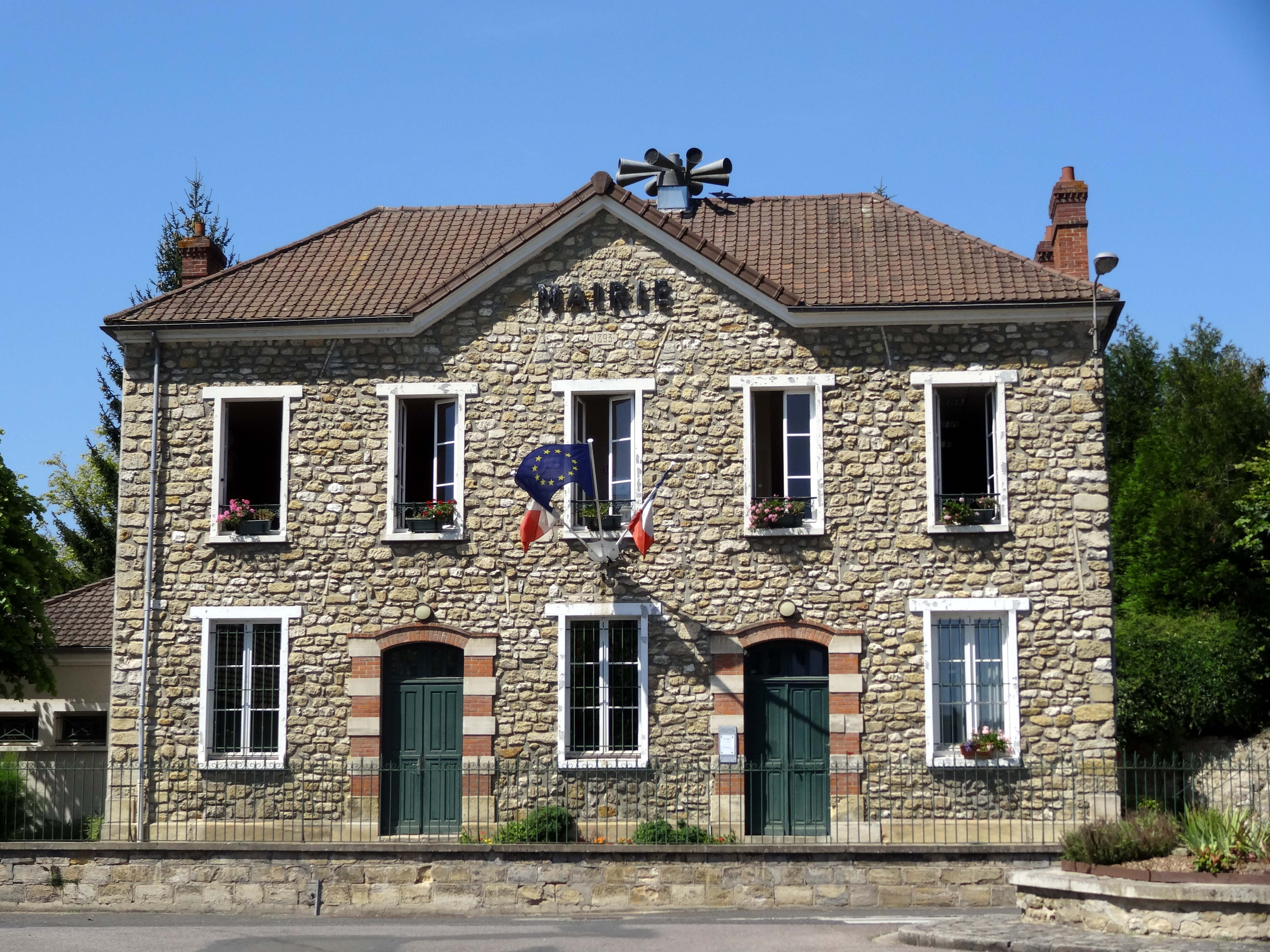
La mairie.

### Liste des maires
| Période                                  | Période  | Identité          | Étiquette | Qualité |
| ---------------------------------------- | -------- | ----------------- | --------- | ------- |
| Les données manquantes sont à compléter. |          |                   |           |         |
| mars 2001                                | 2014     | Maurice Reubrecht |           |         |
| mars 2014                                | En cours | Paulette Favrou   |           |         |

### Instances administratives et judiciaires
La commune de Tessancourt-sur-Aubette appartient au canton des Mureaux et est rattachée à la communauté urbaine Grand Paris Seine et Oise.
Elle est aussi incluse dans le territoire de l'Opération d'intérêt national Seine-Aval.
Sur le plan électoral, la commune est rattachée à la septième circonscription des Yvelines, circonscription à dominante rurale du nord-ouest des Yvelines.
Sur le plan judiciaire, Tessancourt-sur-Aubette fait partie de la juridiction d’instance de Mantes-la-Jolie et, comme toutes les communes des Yvelines, dépend du tribunal de grande instance ainsi que du tribunal de commerce sis à Versailles,.

## Population et société

### Démographie

#### Évolution démographique
L'évolution du nombre d'habitants est connue à travers les recensements de la population effectués dans la commune depuis 1793. Pour les communes de moins de 10 000 habitants, une enquête de recensement portant sur toute la population est réalisée tous les cinq ans, les populations de référence des années intermédiaires étant quant à elles estimées par interpolation ou extrapolation. Pour la commune, le premier recensement exhaustif entrant dans le cadre du nouveau dispositif a été réalisé en 2006.

En 2022, la commune comptait 971 habitants, en évolution de −4,52 % par rapport à 2016 (Yvelines : +2,72 %, France hors Mayotte : +2,11 %).
| 1793 | 1800 | 1806 | 1821 | 1831 | 1836 | 1841 | 1846 | 1851 |
| ---- | ---- | ---- | ---- | ---- | ---- | ---- | ---- | ---- |
| 351  | 343  | 320  | 364  | 360  | 334  | 322  | 340  | 338  |

| 1856 | 1861 | 1866 | 1872 | 1876 | 1881 | 1886 | 1891 | 1896 |
| ---- | ---- | ---- | ---- | ---- | ---- | ---- | ---- | ---- |
| 305  | 300  | 311  | 304  | 303  | 352  | 332  | 300  | 298  |

| 1901 | 1906 | 1911 | 1921 | 1926 | 1931 | 1936 | 1946 | 1954 |
| ---- | ---- | ---- | ---- | ---- | ---- | ---- | ---- | ---- |
| 292  | 267  | 281  | 251  | 289  | 350  | 302  | 258  | 362  |

| 1962 | 1968 | 1975 | 1982 | 1990 | 1999 | 2006 | 2011 | 2016  |
| ---- | ---- | ---- | ---- | ---- | ---- | ---- | ---- | ----- |
| 356  | 476  | 601  | 607  | 812  | 920  | 953  | 947  | 1 017 |

| 2021 | 2022 | - | - | - | - | - | - | - |
| ---- | ---- | - | - | - | - | - | - | - |
| 998  | 971  | - | - | - | - | - | - | - |

#### Pyramide des âges
En 2018, le taux de personnes d'un âge inférieur à 30 ans s'élève à 34,4 %, soit en dessous de la moyenne départementale (38 %). De même, le taux de personnes d'âge supérieur à 60 ans est de 21,2 % la même année, alors qu'il est de 21,7 % au niveau départemental.
En 2018, la commune comptait 527 hommes pour 514 femmes, soit un taux de 50,62 % d'hommes, légèrement supérieur au taux départemental (48,68 %).
Les pyramides des âges de la commune et du département s'établissent comme suit.
| Hommes | Classe d’âge | Femmes |
| ------ | ------------ | ------ |
| 0,4    | 90 ou +      | 0,6    |
| 3,8    | 75-89 ans    | 4,9    |
| 15,7   | 60-74 ans    | 17,0   |
| 24,4   | 45-59 ans    | 23,4   |
| 19,0   | 30-44 ans    | 22,0   |
| 16,4   | 15-29 ans    | 15,4   |
| 20,2   | 0-14 ans     | 16,7   |

| Hommes | Classe d’âge | Femmes |
| ------ | ------------ | ------ |
| 0,6    | 90 ou +      | 1,4    |
| 6      | 75-89 ans    | 7,8    |
| 13,5   | 60-74 ans    | 14,8   |
| 20,7   | 45-59 ans    | 20,1   |
| 19,6   | 30-44 ans    | 19,9   |
| 18,5   | 15-29 ans    | 16,8   |
| 21,2   | 0-14 ans     | 19,2   |

## Économie
- Agriculture.

## Culture locale et patrimoine

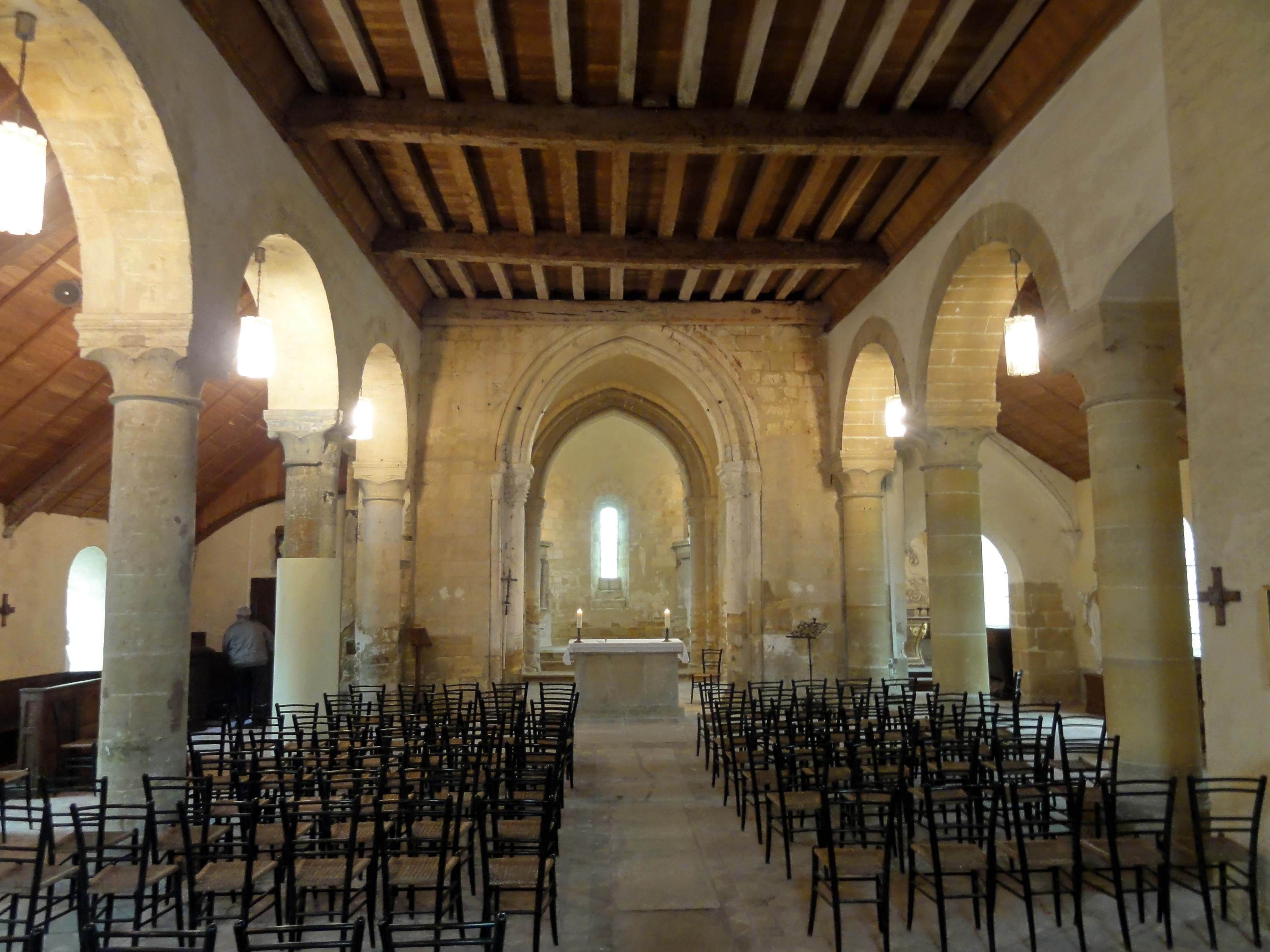
Église Saint-Nicolas, nef.

### Lieux et monuments
Tessancourt-sur-Aubette compte deux monuments historiques sur son territoire.
- Église Saint-Nicolas, Grande-Rue / rue de Condécourt (classée monument historique par arrêté du 25 mars 1930[25]).

Elle remonte, pour ses parties les plus anciennes, au second quart du XIIe siècle, et se compose alors d'une nef unique non voûtée ; d'une base de clocher voûtée d'arêtes et d'une abside à pans coupés voûtée en cul-de-four. La base du clocher se distingue par ses arcs-doubleaux en tiers-point, qui annoncent le style gothique, et contrastent avec les formes de voûtement typiquement romans et avec l'archaïsme de certains chapiteaux. Très peu d'absides du type de Tessancourt subsistent dans le Vexin, mais son architecture est extrêmement sobre.
Vers le milieu du XIIe siècle, la nef est agrandie par l'adjonction de bas-côtés au nord et au sud, mais le début du bas-côté sud n'est jamais construit, et une fenêtre romane subsiste au sud de la nef, dans la deuxième travée. Le clocher roman paraît également inachevé : il semble lui manquer un étage octogonal. L'étage de beffroi manque de grâce, et la flèche octogonale en pierre est trapue. Initialement le clocher était libre au nord et au sud.
Au XVIe siècle, une chapelle seigneuriale d'un style indéfinissable a été ajoutée au sud, et ultérieurement, une sacristie a été bâtie au nord. La façade a été refaite à l'époque moderne, et les murs des bas-côtés ont été remaniés. C'est surtout l'intérieur de l'église qui conserve toute son authenticité.
- Ancienne porterie de la ferme d'Orzeau (inscrite monument historique par arrêté du 19 mars 1955[27]).
- Cette commune a sur son territoire quelques-unes des cavités naturelles souterraines les plus longues des Yvelines[réf. nécessaire].

### Personnalités liées à la commune
- Bruno Guillon (1971-), animateur de radio et de télévision français, y réside et y a été victime d'un cambriolage avec sequestration[28] en septembre 2023.